# Alexandra von Sachsen-Coburg und Gotha

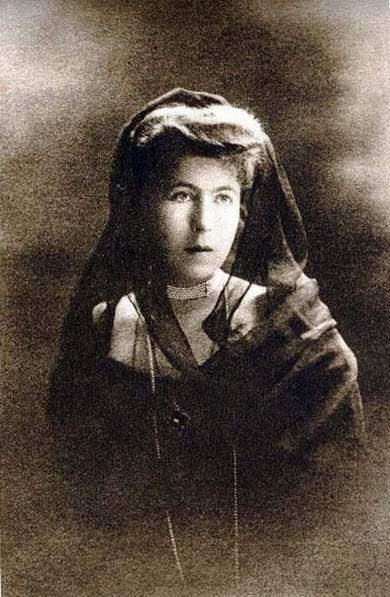
Alexandra von Sachsen-Coburg und Gotha

Prinzessin Alexandra Louise Olga Victoria von Sachsen-Coburg und Gotha, VA, CI (* 1. September 1878 auf Schloss Rosenau in Coburg; † 16. April 1942 in Schwäbisch Hall) war durch Geburt Prinzessin von Großbritannien und Irland und Mitglied der britischen Königsfamilie sowie später durch Heirat Fürstin zu Hohenlohe-Langenburg.

## Leben
Prinzessin Alexandra (Sandra) war die dritte Tochter von Herzog Alfred von Sachsen-Coburg und Gotha (1844–1900) und seiner Frau Großfürstin Maria Alexandrowna Romanowa (1853–1920), Tochter des russischen Zaren Alexander II. und der Prinzessin Marie von Hessen-Darmstadt. Ihre Großeltern väterlicherseits waren Königin Victoria von Großbritannien und Irland und Prinzgemahl Albert von Sachsen-Coburg und Gotha. Sie war eine Nichte der Deutschen Kaiserin Victoria und des britischen Königs Eduard VII. Zusammen mit ihren Geschwistern verbrachte Sandra, wie sie in der Familie genannt wurde, ihre Kindheit und Jugend überwiegend in England sowie auf Zypern, Malta und in Coburg.

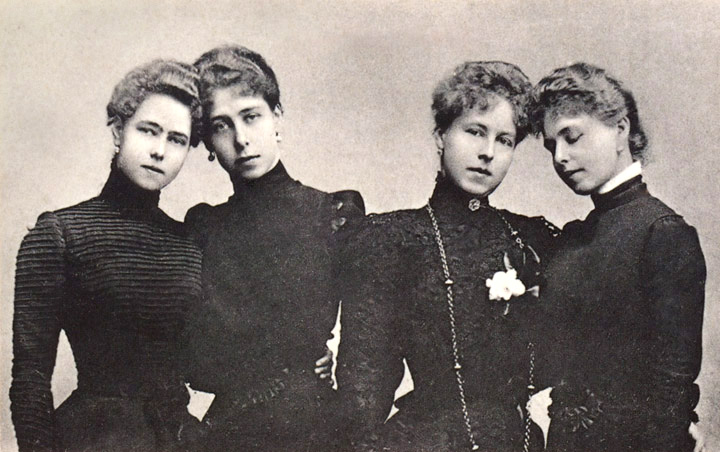
Die vier Töchter von Alfred von Sachsen-Coburg und Gotha, von links nach rechts: Beatrice, Victoria Melita, Alexandra und Marie

Am 20. April 1896 heiratete Prinzessin Alexandra auf Schloss Ehrenburg in Coburg ihren Cousin (dritten Grades) Erbprinz Ernst Wilhelm Friedrich Karl (1863–1950), ältester Sohn des Fürsten Hermann zu Hohenlohe-Langenburg und seiner Frau Prinzessin Leopoldine von Baden. Aus der harmonischen und glücklichen Ehe gingen fünf Kinder hervor:
- Gottfried Hermann Alfred Paul Maximilian Viktor (1897–1960) ⚭ 1931 Prinzessin Margarita von Griechenland und Dänemark, Schwägerin der britischen Königin Elisabeth II.;
- Marie Melita Leopoldine Viktoria Feodora Alexandra (1899–1967) ⚭ 1916 Herzog Wilhelm Friedrich Christian Günther von Schleswig-Holstein-Sonderburg und Glücksburg;
- Alexandra Beatrice Leopoldine (1901–1963), blieb unverheiratet;
- Irma Helene (1902–1986), blieb unverheiratet;
- Alfred (*/† 1911).

Nach dem Tod ihres einzigen Bruders, Erbprinz Alfred Alexander Wilhelm Ernst Albert (1874–1899), sowie ihres Vaters am 30. Juli 1900 übernahm ihr Mann die Regentschaft über das Doppelherzogtum Sachsen-Coburg und Gotha an Stelle des noch unmündigen Thronfolgers und Cousin, Herzog Carl Eduard von Albany (1884–1954). Auch nach dem Ende der Regentschaft 1905 hielt sich die Erbprinzessin mit ihren Kindern außer in Langenburg von Zeit zu Zeit in Coburg am Hof ihrer Mutter auf, während Ernst wegen seiner politischen Ambitionen häufig abwesend war. Alexandra unternahm zudem zahlreiche Reisen vor allem nach Südfrankreich, wo ihre Mutter ein Landgut bei Nizza besaß, sowie nach Rumänien zu ihrer Schwester Königin Maria und in die Schweiz.
Nach dem Tod ihres Schwiegervaters im Jahr 1913, wurde ihr Mann Fürst zu Hohenlohe-Langenburg und zog mit seiner Familie ins Schloss Langenburg ein. Während des Ersten Weltkriegs war ihr Mann in leitenden Funktionen bei der freiwilligen Krankenpflege vor allem an der Ostfront. Alexandra engagierte sich ebenfalls in der Kriegsfürsorge und half als Hilfskrankenschwester im Kriegslazarett in Coburg. Nach dem Krieg und den politischen Umwälzungen in Deutschland zog sich das Fürstenpaar weitgehend ins Privatleben zurück. Sie trat zum 1. Mai 1937 in die NSDAP ein (Mitgliedsnummer 4.969.451). Sie starb 1942.

## Archivinformationen
Die Nachlässe von Prinzessin Alexandra (einschließlich Familienkorrespondenz und Fotos) werden im Hohenlohe-Langenburg Familienarchiv (Nachlass Fürstin Alexandra, HZAN La 143) aufbewahrt, das sich im Hohenlohe-Zentralarchiv Neuenstein im Schloss Neuenstein befindet (Neuenstein (Hohenlohe), Baden-Württemberg).

## Titel
- 1878–1893: Ihre königliche Hoheit Prinzessin Alexandra von Edinburgh
- 1893–1896: Ihre königliche Hoheit Prinzessin Alexandra von Sachsen-Coburg und Gotha
- 1896–1913: Ihre königliche Hoheit Erbprinzessin Alexandra zu Hohenlohe-Langenburg
- 1913–1918: Ihre königliche Hoheit Fürstin Alexandra zu Hohenlohe-Langenburg
- 1918–1942: Alexandra Fürstin zu Hohenlohe-Langenburg

## Orden und Ehrenzeichen
- Companion des Royal Order of Victoria and Albert (VA)
- Companion des Order of the Crown of India (CI)